# Nikolaus Georg Gabriel Gahrtz
Nikolaus Georg Gabriel Gahrtz (* 19. Oktober 1791 in Wismar; † 20. Juni 1830 ebenda) war ein deutscher Jurist.

## Leben
Gahrtz war der Sohn des Gastwirts und Weinhändlers in Wismar Johann Franz Gahrtz. Er besuchte bis 1809 die Große Stadtschule Wismar und studierte anschließend Rechtswissenschaften an den Universitäten von Heidelberg, Jena, Berlin und Rostock. 
In Heidelberg wurde er Mitglied des Corps Vandalia Heidelberg. Im Zuge der studentischen Unruhen um den Heidelberger Senioren-Convent musste er am 11. August 1810 das Consilium abeundi unterschreiben und wurde am 14. September dort consiliiert. Zweimal saß er je acht Tage Heidelberger Karzer ein; die letzte Karzerstrafe erhielt er für ein Duell mit dem Guestphalen Westerhoff. Gahrtz setzte seine Studien und sein Studentenleben an der Universität Jena fort und wurde dort Mitstifter der Landsmannschaft Vandalia Jena, aus der 1815 die Urburschenschaft hervorgehen sollte, und blieb dort bis Michaelis 1811. Das Wintersemester 1811/1812 verbrachte er an der Universität Berlin und wurde Mitglied der Vandalia Berlin. Im April 1812 wechselte er an die Universität Rostock, um die Rostochia in Rostock zu stützen, und beendete seine Studien.
Nach seiner Teilnahme am Befreiungskriege als Leutnant bei den freiwilligen mecklenburgisch-schwerinschen Reitenden Jägern von 1813 bis 1815 war er bis 1816/1817 in Leipzig und kehrte dann nach Wismar zurück. Er wurde von der Universität Kiel aufgrund seiner Dissertation zum Seeversicherungsrecht 1818 zum Dr. jur. promoviert. Er wurde Advokat in der Justizkanzlei in Wismar und 1826 Stadtfiscal.

## Schriften
- Ob, wann und wie, bei einer Seeversicherung, im entstehenden Schadensfalle der Beweis des Interesses zu führen sei, und insbesondere dann, wenn 'auf glückliche Ankunft eines Schiffes' versichert worden ist, Lübeck 1818